# Polycricus jacalanus
Polycricus jacalanus är en mångfotingart som beskrevs av Chamberlin 1944. Polycricus jacalanus ingår i släktet Polycricus och familjen storjordkrypare. Inga underarter finns listade i Catalogue of Life.